# Panarche callipolis
Panarche callipolis är en fjärilsart som beskrevs av William Chapman Hewitson 1874. Panarche callipolis ingår i släktet Panarche och familjen praktfjärilar. Inga underarter finns listade i Catalogue of Life.